# Chiesa cattolica in Finlandia

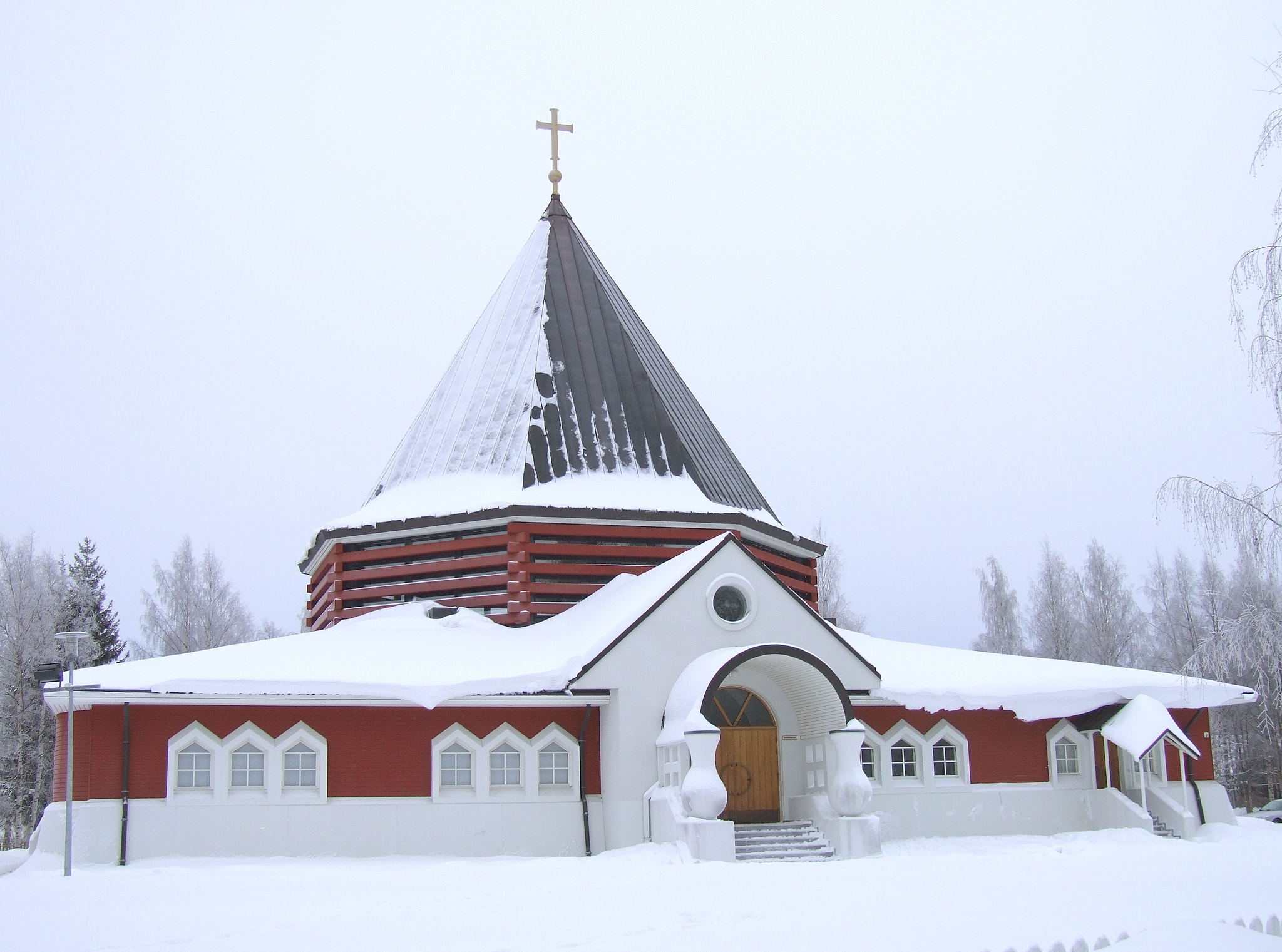
La chiesa della Santa Famiglia di Nazareth a Oulu, in Finlandia, realizzata dal Cammino Neocatecumenale ed inaugurata nel febbraio 2006.

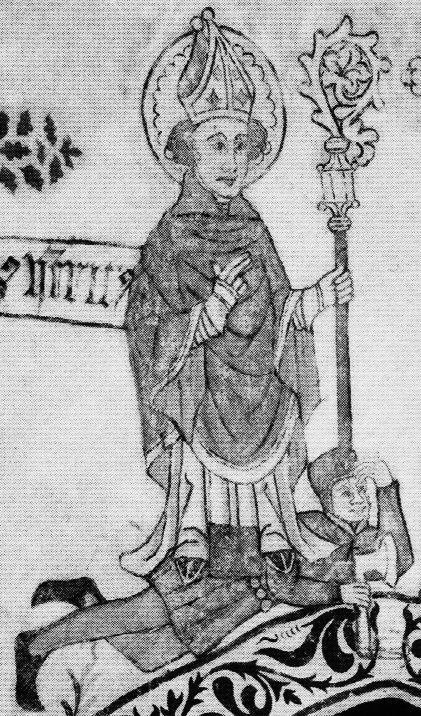
Sant'Enrico, patrono della Finlandia

La Chiesa cattolica in Finlandia è una comunità religiosa con circa 11.874 membri al 2012, pari a circa lo 0,22% della popolazione della nazione.
Dopo il passaggio alla Riforma protestante, la chiesa cattolica in Finlandia venne rappresentata principalmente da stranieri, in particolare italiani, francesi e polacchi; anche oggigiorno la comunità cattolica è prettamente internazionale (tanto per i suoi fedeli, che per i suoi preti o vescovi).

## Storia
Scoperte archeologiche permettono di datare la prima presenza del cristianesimo in Finlandia già nel X secolo. Tuttavia i primi missionari arrivarono nel Paese solo nel XII secolo con le campagne di conquista svedesi. La tradizione infatti lega la diffusione del cristianesimo in Finlandia all'opera di Enrico, arcivescovo di Uppsala, che accompagnò il re svedese in una crociata volta alla cristianizzazione di quelle terre e che poi rimase nel Paese e vi trovò la morte. È considerato il patrono della chiesa finlandese. Nella seconda metà del secolo fu eretta la diocesi di Åbo, suffraganea dell'arcidiocesi di Uppsala. Fu l'unica diocesi cattolica, la cui serie episcopale si interruppe quando nel XVI secolo si diffuse e si impose nel Paese il luteranesimo.
Il cattolicesimo ricompare nella seconda metà del XVIII secolo, grazie alla presenza di mercanti e commercianti soprattutto tedeschi e russi e all'editto di tolleranza di Gustavo III di Svezia. Il vicario apostolico di Svezia, Paolo Moretti, celebrò una prima messa nel 1796 e nel 1799 fu aperta al culto una chiesa cattolica in Russia a Vyborg. Quando la Finlandia divenne parte dei domini dell'imperatore russo (1809), la parrocchia di Vyborg fu estesa all'intero granducato di Finlandia: nel 1830 sono censiti circa 3.000 cattolici nel Paese. Nel 1856 fu aperta la stazione missionaria a Helsinki e nel 1860 venne ultimata la chiesa di Sant'Enrico, futura cattedrale cattolica. Essendo un possedimento dal 1809 dei sovrani dell'Impero russo (come autonomo Granducato di Finlandia), i cattolici della Finlandia dipendevano dall'arcidiocesi russa di Mahilëŭ. Nel 1903 è stato ordinato il primo sacerdote finlandese dopo il XVI secolo, Wilfrid von Christierson.
Tuttavia nel 1882 furono espulsi tutti i missionari e missionarie tedeschi e nel 1912 il provvedimento fu esteso a tutti i missionari stranieri. Dopo l'indipendenza della Finlandia (1918) e la partenza delle forze militari russe, la Chiesa cattolica perse la maggior parte dei suoi membri.
Nel 1920 la Santa Sede istituì il vicariato apostolico di Finlandia, che nel 1955 fu elevato al rango di diocesi, l'attuale diocesi di Helsinki. Nel 1929 il governo finlandese ha riconosciuto lo status giuridico della Chiesa cattolica.
Nel giugno del 1989 la comunità cattolica del Paese ha ricevuto la visita pastorale di papa Giovanni Paolo II.

## Organizzazione territoriale
Da un punto di vista amministrativo la Finlandia costituisce per la Chiesa cattolica un'unica diocesi, la Diocesi di Helsinki, il cui vescovo è parte della Conferenza episcopale della Scandinavia. Dopo la morte del vescovo olandese Paul Verschuren, la diocesi di Helsinki venne guidata dal polacco monsignor Józef Wróbel, anch'egli originario della Congregazione del Sacro Cuore di Gesù (Dehoniani). Nel 2009 è stato nominato il primo vescovo di origine finlandese, monsignor Teemu Jyrki Juhani Sippo.
Il patrono di Helsinki e della Chiesa finlandese è sant'Enrico di Uppsala, la cui festa è celebrata il 19 gennaio.
Per i fedeli della Chiesa greco-cattolica ucraina è presente a Helsinki una cappellania, che fa parte dell'esarcato apostolico di Germania e Scandinavia.

## Nunziatura apostolica
La delegazione apostolica in Scandinavia fu eretta il 1º marzo 1960 con il breve Apostolici muneris di papa Giovanni XXIII. Essa aveva giurisdizione sui seguenti Paesi del Nordeuropa: Finlandia, Svezia, Norvegia, Danimarca ed Islanda. Sede della delegazione era la città di Copenaghen.
La nunziatura apostolica di Finlandia è stata istituita il 16 febbraio 1966 con il breve Singulari consensione di papa Paolo VI. Il nunzio apostolico, che ricopre lo stesso incarico anche per gli altri Paesi già compresi nella delegazione apostolica in Scandinavia, risiede a Djursholm, in Svezia.

### Nunzi apostolici
- Bruno Bernard Heim † (16 febbraio 1966 - 7 maggio 1969 nominato pro-nunzio apostolico in Egitto)
- Josip Žabkar † (17 maggio 1969 - 27 ottobre 1981 dimesso)
- Luigi Bellotti † (2 ottobre 1982 - ottobre 1985 dimesso)
- Henri Lemaître † (31 ottobre 1985 - 28 marzo 1992 nominato nunzio apostolico nei Paesi Bassi)
- Giovanni Ceirano † (20 agosto 1992 - 27 febbraio 1999 dimesso)
- Piero Biggio † (27 febbraio 1999 - 16 ottobre 2004 dimesso)
- Giovanni Tonucci (16 ottobre 2004 - 18 ottobre 2007 nominato arcivescovo prelato di Loreto)
- Emil Paul Tscherrig (26 gennaio 2008 - 5 gennaio 2012 nominato nunzio apostolico in Argentina)
- Henryk Józef Nowacki (6 ottobre 2012 - 20 febbraio 2017 dimesso)
- James Patrick Green (12 ottobre 2017 - 30 aprile 2022 dimesso)
- Julio Murat, dal 7 marzo 2023